# Власовець Віталій Михайлович
Власовець Віталій Михайлович (нар. 23 квітня 1976) — доктор технічних наук, професор, академік Інженерної академії наук України, Відмінник освіти України, Лауреат премії Президента України серед молодих вчених.

## Біографія
У 1998 році з відзнакою закінчив Харківський національний технічний університет сільського господарства імені Петра Василенка.
З 1998 по 2000 роки аспірантура при Харківському національному технічному університеті сільського господарства імені Петра Василенка.
У 2001 році захистив кандидатську дисертацію на тему: «Підвищення експлуатаційних властивостей сталевих та чавунних деталей нанесенням покриття методом електродугової металізації».
У 2005 році присвоєно вчене звання доцента.
З 2007 по 2009 роки докторантура.
У 2011 році захистив докторську дисертацію на тему: «Підвищення механічних властивостей робочого шару виробів з залізовуглецевих сплавів та розробка неруйнівного методу їх оцінки за коерцитивною силою».
З 2013 по 2016 роки заступник директора ННІ технічного сервісу Харківського національного технічного університету сільського господарства імені Петра Василенка.
З 2017 по 2021 роки директор ННІ механотроніки і систем менеджменту Харківського національного технічного університету сільського господарства імені Петра Василенка.
У 2022 році працює на посаді в. о. завідувача кафедри машинобудування Львівського національного університету ветеринарної медицини та біотехнологій імені С. З. Ґжицького.
З 2020 по 2023 роки експерт Національного агенства із забезпечення якості вищої освіти.

## Праці
Віталій Михайлович автор та співавтор понад 200 наукових та науково-методичних публікацій, серед них 1 монографія, 4 навчальних посібники, понад 150 статей у журналах і збірниках, 6 патентів на винаходи та корисні моделі України.
Наукові інтереси: підвищення механічних властивостей матеріалів робочого шару виробів за рахунок комплексного впливу (модифікування, легування, термічної обробки); використання цифрових технологій для вирощування прикладних завдань машинобудування та агроінженерії.

## Відзнаки та нагороди
- лауреат премії Президента України для молодих вчених;
- переможець конкурсу "Вища школа Харківщини - кращі імена" у номінації молодий науковець;
- іменна стипендія Харківської обласної державної адміністрації (стипендія ім. Олексія Никаноровича Соколовського);
- почесна грамота Міністерства агропромислового комплексу України;
- почесна грамота Головного департаменту науки і освіти Харківської обласної державної адміністрації;
- почесна грамота Міністерства освіти і науки України;
- почесне звання «Відмінник освіти України».